# SN 2009ju
SN 2009ju – supernowa typu II odkryta 11 października 2009 roku w galaktyce UGC 3285. W momencie odkrycia miała maksymalną jasność 18,20m.